# Walt Dohrn
Walt Dohrn, pseudonimo di Walter Jonathan Dohrn (Contea di Orange, 5 dicembre 1970), è un attore, comico, regista, sceneggiatore e doppiatore statunitense.

## Biografia
Walt interpreta la voce di Tremotino in Shrek e vissero felici e contenti, così come le voci di uno studente van, Xavier, il preside Pynchley, una tata nana, un cavaliere malvagio e un cattivo cantante in Shrek terzo. Dohrn ha anche lavorato come scrittore, regista e regista di storyboard nella Stagione 2 di SpongeBob, e ha anche lavorato a 2 episodi della Stagione 3.

## Filmografia parziale

### Doppiaggio
- Shrek terzo (Shrek the Third), regia di Raman Hui e Chris Miller (2007)
- Shrek e vissero felici e contenti (Shrek Forever After), regia di Mike Mitchell (2010)
- Il gatto con gli stivali: I Tre Diablos (Puss in Boots: The Three Diablos), regia di Raman Hui - cortometraggio (2012)
- I pinguini di Madagascar (2014)